# Saint-Laurent-sur-Mer
Saint-Laurent-sur-Mer är en kommun i departementet Calvados i regionen Normandie i norra Frankrike. Kommunen ligger i kantonen Trévières som ligger i arrondissementet Bayeux. År 2022 hade Saint-Laurent-sur-Mer 262 invånare.

## Befolkningsutveckling
Antalet invånare i kommunen Saint-Laurent-sur-Mer
Referens:INSEE